# Malcolm Hartley
Malcolm Hartley (...) è un astronomo inglese.
Malcolm Hartley è un astronomo inglese che lavora all'osservatorio astronomico di Siding Spring in Australia. Si occupa principalmente di galassie  e di comete. Hartley ha scoperto finora 13 comete: 79P/du Toit-Hartley, 80P/Peters-Hartley, 100P/Hartley (Hartley 1), 103P/Hartley (Hartley 2), 110P/Hartley (Hartley 3), 119P/Parker-Hartley, 123P/West-Hartley, 161P/Hartley-IRAS, 318P/McNaught-Hartley, C/1984 W2 (Hartley), C/1985 R1 (Hartley-Good), C/1995 Q2 (Hartley-Drinkwater) e C/1999 T1 (McNaught-Hartley).
Hartley ha scoperto anche vari asteroidi tra i quali gli asteroidi Amor 21374 (1997 WS22) e 65674 (1988 SM).
Gli è stato dedicato un asteroide, 4768 Hartley.